# قدمي العنبة
قدمي العنبة (الاسم العلمي: Podococcus)، جنس من أشجار النخيل ينتشر في إفريقيا الاستوائية. ويشمل نوعين معروفين
- Podococcus acaulis Hua - الغابون، الكونغو برازافيل
- Podococcus barteri G. Mann & H. Wendl. - الغابون، الكونغو برازافيل، نيجيريا، الكاميرون، غينيا الاستوائية، كابيندا، زائير